# Canton de Virieu-le-Grand
Pour les articles homonymes, voir Virieu (homonymie).
Le canton de Virieu-le-Grand est une ancienne division administrative française située dans le département de l'Ain en région Auvergne-Rhône-Alpes.
Le canton disparait en 2015 à la suite du redécoupage cantonal de 2014.

## Géographie
Ce canton était organisé autour de Virieu-le-Grand dans l'arrondissement de Belley. Son altitude variait de 225 m pour Flaxieu à 1 218 m pour Contrevoz, avec une moyenne de 338 m.

## Histoire

Localisation du canton dans l'Ain avant 2015.

Par le décret du 13 février 2014, le canton est supprimé à compter des élections départementales françaises de 2015, en application de la loi du 17 mai 2013 prévoyant le redécoupage des cantons français.

## Représentation

### Conseillers généraux de 1833 à 2015
| Période | Période      | Identité                             | Étiquette   | Qualité |
| ------- | ------------ | ------------------------------------ | ----------- | --- |
| 1833    | 1867         | Léon Jenin des Prost (1788-1869)     |             | Propriétaire, maire de Virieu-le-Grand |
| 1867    | 1871         | Hector Collet-Meygret                |             | Avocat, ancien Préfet de l'Aube, propriétaire à La Burbanche, ancien conseiller d'arrondissement                                                   |
| 1871    | 1883         | Camille Chaley                       | GR          | Propriétaire Député (1876-1881), maire de Ceyzérieu                                                                                                |
| 1883    | 1902 (décès) | Louis Définod                        | Républicain | Avocat à Belley |
| 1902    | 1917 (décès) | Pierre Baudin                        | Rad.        | Avocat, conseiller municipal puis Président du Conseil municipal de Paris - Député (1898-1909) - Sénateur (1909-1917) Ministre (1899-1902 et 1913) |
| 1917    | 1919         | siège vacant                         |             | |
| 1919    | 1931         | Léon Girerd                          | Rad.        | Conseiller municipal de Saint-Martin-de-Bavel |
| 1931    | 1940         | Francisque-César Terrier (1884-1960) | Rad.        | Négociant à Virieu-le-Grand, conseiller d'arrondissement                                                                                           |
|         |              |                                      |             | |
| 1945    | 1960 (décès) | Francisque-César Terrier             | Rad.        | Négociant à Virieu-le-Grand |
| 1960    | 1973         | Gaston Rey (1908-1995)               | Rad.        | Maire de Ceyzérieu |
| 1973    | 1992         | Marcel Ouzoulias (1912-2000)         | PCF         | Cordonnier Adjoint au maire de Virieu-le-Grand |
| 1992    | 2011         | André Lamaison                       | PS puis DVG | Agent immobilier Maire de Virieu-le-Grand (1995-2001) Vice-président du conseil général                                                            |
| 2011    | 2015         | Pascale Guillon                      | DVG         | Salariée agricole Maire de Vongnes depuis 1995 |

### Conseillers d'arrondissement (de 1833 à 1940)
| Période                                  | Période      | Identité                                                              | Étiquette   | Qualité |
| ---------------------------------------- | ------------ | --------------------------------------------------------------------- | ----------- | --- |
| 1833                                     | 1842         | Marin Deville                                                         |             | Juge de paix à Virieu-le-Grand                                                                              |
| 1842                                     | 1844 (décès) | Guillaume Collet-Meygret                                              |             | Médecin à Yon, propriétaire à La Burbanche                                                                  |
| 1845                                     | 1848         | Hector Collet-Meygret                                                 |             | Avocat, maire de La Burbanche                                                                               |
| 1848                                     | 1852         | E. Pochet                                                             |             | Propriétaire, maire                                                                                         |
| 1852                                     | 1867         | Claude Honoré Passerat de La Chapelle (1798-1875)                     |             | Juge de paix, propriétaire à Cheignieu-la-Balme                                                             |
| 1867                                     | 1871         | Pierre Dumollard                                                      |             | Maire de Ceyzérieu                                                                                          |
| 1871                                     | 1883         | Gabriel-Honoré Passerat de La Chapelle (1827-1895, fils du précédent) |             | Propriétaire, maire de Cheignieu-la-Balme, Président du Conseil d'arrondissement                            |
| 1883                                     | 1888 (décès) | Joseph Dubois (1818-1888)                                             |             | Propriétaire, maire de Virieu-le-Grand                                                                      |
| 1888                                     | 1898         | Jean-Cyrus Surgère                                                    |             | Vigneron, adjoint au maire de Virieu-le-Grand                                                               |
| 1898                                     | 1908 (décès) | Gabriel Lapierre (1848-1908)                                          | Républicain | Entrepreneur, maire de Rossillon                                                                            |
| 1908                                     | 1919         | Hippolyte Miraillet                                                   | Républicain | Propriétaire à Cheignieu-la-Balme                                                                           |
| 1919                                     | 1931         | Francisque-César Terrier (1884-1960)                                  | Radical     | Négociant à Virieu-le-Grand                                                                                 |
| 1931                                     | 1934         | François Terrier                                                      | SFIO        | Négociant à Virieu-le-Grand                                                                                 |
| 1934                                     | 1940         | Nicolas Guilland                                                      | Radical     | Maire de Flaxieu                                                                                            |
| 1940                                     |              |                                                                       |             | Les conseils d'arrondissement ont été suspendus par la loi du 12 octobre 1940 et n'ont jamais été réactivés |
| Les données manquantes sont à compléter. |              |                                                                       |             | |

Source : Journal Le Courrier de l'Ain sur le site des archives départementales.

## Composition
Le canton de Virieu-le-Grand regroupait treize communes :
| Nom                         | Code Insee | Intercommunalité | Population (dernière pop. légale) |
| --------------------------- | ---------- | ---------------- | --------------------------------- |
| Virieu-le-Grand (chef-lieu) | 01452      | CC Bugey Sud     | 1 075 (2014)                      |
| Armix                       | 01019      | CC Bugey Sud     | 23 (2014)                         |
| La Burbanche                | 01066      | CC Bugey Sud     | 71 (2014)                         |
| Ceyzérieu                   | 01073      | CC Bugey Sud     | 1 007 (2014)                      |
| Cheignieu-la-Balme          | 01100      | CC Bugey Sud     | 139 (2014)                        |
| Contrevoz                   | 01116      | CC Bugey Sud     | 508 (2014)                        |
| Cuzieu                      | 01141      | CC Bugey Sud     | 415 (2014)                        |
| Flaxieu                     | 01162      | CC Bugey Sud     | 65 (2014)                         |
| Marignieu                   | 01234      | CC Bugey Sud     | 172 (2014)                        |
| Pugieu                      | 01316      | CC Bugey Sud     | 160 (2014)                        |
| Rossillon                   | 01329      | CC Bugey Sud     | 146 (2014)                        |
| Saint-Martin-de-Bavel       | 01372      | CC Bugey Sud     | 431 (2014)                        |
| Vongnes                     | 01456      | CC Bugey Sud     | 71 (2014)                         |

## Démographie
| 1962  | 1968  | 1975  | 1982  | 1990  | 1999  | 2006  | 2011  | 2012  |
| ----- | ----- | ----- | ----- | ----- | ----- | ----- | ----- | ----- |
| 3 147 | 3 038 | 2 944 | 3 202 | 3 364 | 3 580 | 3 959 | 4 380 | 4 348 |